# Дослідницька лабораторія Армії США
Дослідницька лабораторія Армії США (англ. U.S. Army Combat Capabilities Development Command Army Research Laboratory, скорочення DEVCOM ARL) — дослідницька лабораторія Армії США. Головний офіс ARL розташований у Лабораторному центрі Адельфі (ALC) в Адельфі, штат Меріленд. Найбільший центр лабораторії знаходиться на Абердинському випробувальному полігоні, штат Меріленд.